# Gregor Damschen
Gregor Damschen (* 1969 in Bochum) ist ein deutscher Latinist und Philosoph.

## Leben
Damschen studierte Philosophie und Lateinische Philologie an der Ruprecht-Karls-Universität Heidelberg, wo er nach Abschluss seines Studiums von 1998 bis 2000 als Vertreter des wissenschaftlichen Assistenten am Seminar für Klassische Philologie tätig war. Von 2000 bis 2002 war er Lehrbeauftragter, anschließend von 2003 bis 2007 wissenschaftlicher Mitarbeiter am Lehrstuhl für Theoretische Philosophie an der Martin-Luther-Universität Halle-Wittenberg. Nach einem Aufenthalt als Gastwissenschaftler an der University of Notre Dame wechselte er an die Universität Luzern, wo er zunächst als Forschungsmitarbeiter mit einem Projekt des Schweizerischen Nationalfonds (2007 bis 2010), dann als wissenschaftlicher Oberassistent (2012 bis 2015) und schließlich als Lehrstuhlvertreter für Philosophie (2015 bis 2016) wirkte. Von 2017 bis 2018 war er an der Rheinischen Friedrich-Wilhelms-Universität Bonn am Lehrstuhl für Logik und Grundlagenforschung bei Elke Brendel und der Universität zu Köln tätig. Seit 2018 wirkt Damschen als Lehrbeauftragter am Institut für Philosophie der Carl von Ossietzky Universität Oldenburg, wo er zwischenzeitlich auch wissenschaftlicher Mitarbeiter war. Von 2023 bis 2024 war er außerdem als wissenschaftlicher Mitarbeiter am Fachbereich Philosophie der Universität Konstanz tätig, ehe er im Oktober 2024 als wissenschaftlicher Mitarbeiter auf Lebenszeit an die Universität Greifswald wechselte.

## Schwerpunkte
Zu den Forschungsschwerpunkten von Gregor Damschen gehört Theoretische Philosophie, insbesondere Erkenntnistheorie und Logik, außerdem Religionsphilosophie, Philosophie der Liebe und Antike Philosophie. In der Medizinethik prägte er zusammen mit Dieter Schönecker den Begriff der SKIP-Argumente.

## Publikationen (Auswahl)

### Monografien
- Gregor Damschen und Dieter Schönecker: Selbst philosophieren. Ein Methodenbuch. Dritte, vollständig überarbeitete  Auflage. Walter de Gruyter, Berlin und Boston 2024, ISBN 978-3-11-031448-9 (363 S.).

### Herausgaben
- Alexander Max Bauer, Gregor Damschen und Mark Siebel (Hrsg.): Paradoxien. Grenzdenken und Denkgrenzen von A(llwissen) bis Z(eit). mentis, Paderborn 2023, ISBN 978-3-11-032723-6 (250 S.).
- Gregor Damschen und Alejandro Vigo: Dialog und Verstehen. Klassische und moderne Perspektiven. Lit, Münster 2015, ISBN 978-3-8258-6686-0 (244 S.).
- Gregor Damschen und Andreas Heil (Hrsg.): Brill’s Companion to Seneca. Philosopher and Dramatist. Brill, Leiden und Boston 2014, ISBN 978-90-04-15461-2 (882 S.).
- Theophrast: Metaphysik. griechisch/deutsch. Hrsg.: Gregor Damschen, Dominic Kaegi und Enno Rudolph (= Philosophische Bibliothek. Nr. 516). Meiner, Hamburg 2012, ISBN 978-3-7873-2169-8 (114 S.).
- Gregor Damschen, Robert Schnepf und Karsten Stüber (Hrsg.): Debating Dispositions. Issues in Metaphysics, Epistemology and Philosophy of Mind. Walter de Gruyter, Berlin und New York 2009, ISBN 978-3-11-018403-7 (englisch, 344 S.).
- Giovanni Pico della Mirandola: Über das Seiende und das Eine. De ente et uno. lateinisch/deutsch. Hrsg.: Paul Richard Blum, Gregor Damschen, Dominic Kaegi, Martin Mulsow, Enno Rudolph und Alejandro Vigo (= Philosophische Bibliothek. Nr. 573). Meiner, Hamburg 2006, ISBN 978-3-7873-1760-8 (93 S.).
- Marcus Valerius Martialis: Epigrammaton liber decimus. Das zehnte Epigrammbuch. Text, Übersetzung, Interpretationen. Hrsg.: Andreas Heil und Gregor Damschen. Peter Lang, Frankfurt am Main und New York 2004, ISBN 978-3-631-52821-1 (507 S.).
- Gregor Damschen und Dieter Schönecker (Hrsg.): Der moralische Status menschlicher Embryonen. Pro und contra Spezies-, Kontinuums-, Identitäts- und Potentialitätsargument. Walter de Gruyter, Berlin und New York 2003, ISBN 978-3-11-017365-9 (331 S.).
- Gregor Damschen, Rainer Enskat und Alejandro Vigo (Hrsg.): Platon und Aristoteles – sub ratione veritatis. Festschrift für Wolfgang Wieland zum 70. Geburtstag. Vandenhoeck & Ruprecht, Göttingen 2003, ISBN 978-3-525-30139-5 (339 S.).

### Beiträge in Sammelbänden
- Gregor Damschen: Definition, Bedingungen und Träger des Personseins. Drei philosophische Aporien. In: Adrian Loretan (Hrsg.): Die Würde der menschlichen Person. Zur Konzilserklärung über die Religionsfreiheit „Dignitatis humanae“. Lit, Münster 2017, ISBN 978-3-643-80228-6, S. 153–164.
- Gregor Damschen: Gottes notwendige Existenz stiftet Sinn. Versuch eines transzendental-modallogischen Beweises. In: Martina Bär und Maximilian Paulin (Hrsg.): Macht Glück Sinn? Theologische und philosophische Erkundungen. Grünewald, Ostfildern 2014, ISBN 978-3-7867-3023-1, S. 96–111.
- Gregor Damschen: Dispositional Knowledge-How versus Propositional Knowledge-That. In: Gregor Damschen, Robert Schnepf und Karsten Stüber (Hrsg.): Debating Dispositions. Issues in Metaphysics, Epistemology, and Philosophy of Mind. Walter de Gruyter, Berlin und New York 2009, ISBN 978-3-11-021182-5 (englisch).

### Beiträge in Lexika
- 23 Beiträge in Helmuth Schneider und Hubert Cancik (Hrsg.): Brill’s New Pauly. Encyclopaedia of the Ancient World. Brill, Leiden 2002, ISBN 978-90-04-12259-8 (englisch). (Lysimachus; Marianus; Marcellinus; Megaclides; Melampus; Menecrates; Menophanes; Methodius; Mnaseas; Naucrates; Nicander; Nicanor of Cos; Nicanor from Cyrene; Nicias; Paroimia; Paroimiographoi; Philemon; Philo; Philoxenus; Proverbs; Stichometry; Theognostus; Theon)
- 23 Beiträge in Hubert Cancik, Helmuth Schneider und August Pauly (Hrsg.): Der Neue Pauly. Enzyklopädie der Antike. J.B. Metzler, Stuttgart 2003, ISBN 978-3-476-01470-2. (Lysimachos; Marianos; Markellinos; Megakleides; Melampus; Menekrates; Menophanes; Methodios; Mnaseas; Naukrates; Nikandros; Nikanor aus Kos; Nikanor aus Kyrene; Nikias; Paroimia; Paroimiographoi; Philemon; Philon; Philoxenos; Sprichwort; Stichometria; Theognostos; Theon)
- 3 Beiträge in Franco Volpi (Hrsg.): Großes Werklexikon der Philosophie. Kröner, Stuttgart 1999, ISBN 978-3-520-82901-6. (Alexander von Aphrodisias; Peri hypsus; Peri ton areskonton philosophois physikon dogmaton)

### Artikel in Fachzeitschriften
- Gregor Damschen: Questioning Gödel's Ontological Proof. Is Truth Positive? In: European Journal for Philosophy of Religion. Band 3, Nr. 1, 2011, S. 161–169, doi:10.24204/ejpr.v3i1.386 (englisch).
- Gregor Damschen: Are There Ultimately Founded Propositions? In: Universitas Philosophica. Band 54, 2010, ISSN 0120-5323, S. 163–177 (englisch).
- Gregor Damschen und Dieter Schönecker: Saving Seven Embryos or Saving One Child? Michael Sandel on the Moral Status of Human Embryos. In: Journal of Philosophical Research. Band 32, 2007, ISSN 1053-8364, S. 239–245 (englisch).